# Diócesis de Lamezia Terme
La diócesis de Lamezia Terme (en latín: Dioecesis Neocastrensis y en italiano: Diocesi di Lamezia Terme) es una circunscripción eclesiástica de la Iglesia católica en Italia. Se trata de una diócesis latina, sufragánea de la arquidiócesis de Catanzaro-Squillace. Desde el 7 de mayo de 2022 su obispo es Serafino Parisi.

## Territorio y organización
La diócesis tiene 803 km² y extiende su jurisdicción sobre los fieles católicos de rito latino residentes en 25 comunas de la provincia de Catanzaro en la región de Calabria: Amato, Conflenti, Cortale, Curinga, Decollatura, Falerna, Feroleto Antico, Gizzeria, Jacurso, Lamezia Terme, Maida, Marcellinara, Martirano, Martirano Lombardo, Miglierina, Motta Santa Lucia, Nocera Terinese, Pianopoli, Platania, San Mango d'Aquino, San Pietro a Maida, San Pietro Apostolo, Serrastretta, Soveria Mannelli y Tiriolo.
La sede de la diócesis se encuentra en la ciudad de Lamezia Terme, en donde se halla la Catedral de San Pedro y San Pablo. En la diócesis se encuentran también la excatedral de Santa María Asunta de la antigua diócesis de Martirano, en Martirano, y el santuario basílica de Maria Santissima della Quercia di Visora, en Conflenti
En 2021 en la diócesis existían 63 parroquias agrupadas en 8 vicarías: Santi Pietro e Paolo, San Giovanni Calabria, San Pancrazio, Pianopoli, Maida, Nocera Terinese, Soveria Mannelli y Tiriolo.

## Historia
No es fácil reconstruir la historia de la diócesis Neocastrensis (diócesis de Nicastro) antes del siglo XVII, sobre todo porque el archivo diocesano fue completamente destruido, junto con la catedral, durante el terremoto de 1638, y también es incierto el origen de la diócesis.
Aunque los primeros obispos, históricamente documentados, se remontan sólo a la segunda mitad del siglo XI, la diócesis parece ser más antigua. De hecho está atestiguada por primera vez en la Notitia Episcopatuum del patriarcado de Constantinopla atribuida al emperador León VI y que data de principios del siglo X. La ausencia de Nicastro en las Notitiae anteriores y el último lugar ocupado, en la Notitia de León VI, entre las sufragáneas de la arquidiócesis de Regio son indicios de su reciente institución. De hecho, el historiador Francesco Russo remonta sus orígenes a finales del siglo IX.
El propio Russo plantea la hipótesis de que Nicastro, diócesis de rito griego fundada por los bizantinos, es heredera de una antigua diócesis de rito latino, la ecclesia Turritana mencionada en las cartas del papa Gregorio Magno, e identificable con la statio ad Turres, situada entre Nicastro y Maida, existente antes de la fundación de Nicastro y destruida antes del siglo IX. Sin embargo, otros autores, entre ellos Capialbi, Minasi y Taccone-Gallucci, excluyen la identificación de la Turritana ecclesia gregoriana con la localidad de Turres en el territorio de Lamezo. En apoyo de su tesis, Russo enumera una serie de obispos turritanos de los siglos VI y VII, los mismos que tradicionalmente se atribuyen a la diócesis de Thurio. Louis Duchesne sostiene en cambio la hipótesis de que en el territorio de las diócesis de Nicastro y de Amantea existía la diócesis de Tempsa, también mencionada en la época de Gregorio Magno, cuyos obispos huyeron tras las incursiones lombardas o árabes; al ser reconquistado el territorio por los bizantinos, se establecieron las dos diócesis citadas, que serían por tanto herederas de la antigua Tempsa.
Según la Chronica Trium Tabernarum, sobre cuya fiabilidad histórica, sin embargo, existen muchas dudas, el primer obispo conocido de Nicastro, y también el último del rito griego, fue Andrea, a cuya muerte sucedió Riccardo, el primer obispo del rito latino, impuesto por los normandos. Estos dos primeros obispos se remontan a la segunda mitad del siglo XI, y preceden a Enrico, obispo sobre cuya historicidad no hay duda, documentado en varios diplomas de 1094 a 1123. Precisamente en la época del obispo Enrico, Hamburgo de Altavilla, hija de Drogo y hermana de Ricardo de Salerno, reconstruyó la antigua Catedral de Nicastro, dedicada a los santos Pedro y Pablo. Se llevó a cabo una nueva reconstrucción de la catedral, a cargo del obispo Giovan Tommaso Perrone, después del terremoto de 1638.
Ya durante la dominación bizantina existían en el territorio de Lamezzo varios monasterios basilianos de rito griego, entre ellos los de San Constantino, Santos Cuarenta Mártires y Santa Eufemia, atestiguados por un catálogo bizantino de la primera mitad del siglo XI. Después de la llegada de los normandos algunos de estos monasterios adoptaron el rito latino y pasaron a ser propiedad de los benedictinos; entre ellos el monasterio de Santa Eufemia, que fue refundado por el abad benedictino Robert de Grantmesnil (1062), convirtiéndose en el verdadero centro de latinización del territorio. Otra abadía importante, primero basiliana y luego benedictina, fue la de Santa María del Carrà. Durante la dominación sueva, los franciscanos y los dominicos se establecieron en el territorio diocesano; el primero fundó un monasterio en Nicastro en la primera mitad del siglo XIII; con los suevos comenzó también la lenta pero inexorable decadencia de los monasterios basilianos.
Con el fin del poder de los suevos, la diócesis vivió un período de inestabilidad y tensión. De hecho, como reflejo de la lucha entre Papado e Imperio o entre poder civil o religioso, en 1278 el obispo Roberto fue depuesto por Nicolás III por considerarlo simoníaco, mientras que su sucesor Tancredo fue excomulgado en 1285 por Honorio IV por haber coronado rey de Sicilia a Jaime II de Aragón y luego depuesto en 1290, continuando sin embargo manteniendo su sede hasta su muerte.
En el siglo XVI la diócesis tuvo el privilegio de ser gobernada por dos futuros papas: Marcello Cervini (1539-1540), que se convirtió en el papa Marcelo II; y Giovanni Antonio Facchinetti (1560-1575), elegido papa con el nombre de Inocencio IX. Este último fue uno de los protagonistas del Concilio de Trento y, de regreso a la diócesis, fundó el seminario episcopal, estableció varias hermandades laicas y llamó a la diócesis a los conventuales, carmelitas y agustinos.
Entre los siglos XVI y XVII la diócesis se vio envuelta en una encarnizada y prolongada lucha contra el poder civil por la protección y salvaguarda de los bienes de la mensa episcopal y de los privilegios adquiridos. El terremoto de 1638, que, además de los miles de víctimas, destruyó casi por completo el patrimonio arquitectónico de la diócesis, las numerosas abadías y las residencias de los obispos y barones, puso fin drásticamente al conflicto. La reconstrucción fue larga y requirió la energía de todos; el joven obispo Giovan Tommaso Perrone (1639-1677) pagó con sus propios fondos la reconstrucción de la catedral y cedió los amplios terrenos de la mensa episcopal para acoger a los desplazados.
En aplicación del concordato entre el Reino de las Dos Sicilias y la Santa Sede, con la bula De utiliori del 27 de junio de 1818, el territorio de la suprimida diócesis de Martirano fue anexado a la diócesis de Nicastro. Antes de la anexión de Martirano, la diócesis de Nicastro incluía las siguientes comunas: Nicastro, Sambiase, Gizzeria (con el pueblo de Sant'Eufemia), Platania, Maida, San Pietro a Maida, Curinga, Cortale, Jacurso, Tiriolo, Marcellinara, Miglierina, Amato, Feroleto Antico, Feroleto Piano (desde 1872 Pianopoli,) Serrastretta, San Pietro Apostolo y la aldea de Montesoro.
En el siglo XIX el clero nicastro participó activamente en la vida política. Ya durante el período napoleónico, el clero se había sumado en masa a la revolución napolitana de 1799. En 1821, tras la emisión de la bula Ecclesiam a Jesu con la que el papa Pío VII condenó a los carbonarios, nada menos que cincuenta sacerdotes de la diócesis de Nicastro (de un total de 316) declararon su pertenencia a la Carbonería. Todos eran "absolutos" Numerosos religiosos participaron activamente en los movimientos del Resurgimiento; entre ellos Ferdinando Bianchi, Raffaele Piccoli y Pietro Ardito. El obispo Barberi fue uno de los pocos prelados que no fue enviado al exilio por el gobierno italiano después de la anexión de 1860. La mayor parte del clero participó en el plebiscito de anexión y, a pesar del non expedit, participó en las distintas elecciones políticas que se celebraron a partir de 1860.
Los obispos del siglo XIX se comprometieron especialmente en la refundación y revaluación del seminario diocesano, al que Giovanni Regine dedicó una carta pastoral especial en 1907; el mismo prelado colaboró activamente en la fundación del seminario regional de Catanzaro (1910-1912).
En la segunda mitad del siglo XX se produjeron algunos cambios territoriales para adecuar, según el criterio de provincialidad civil, los territorios de las diócesis con los de las provincias:
- el 16 de diciembre de 1963 Nicastro adquirió de la diócesis de Tropea las comunas de Falerna, Nocera Terinese y San Mango d'Aquino, mediante el decreto Cum territorio;[20]
- el 21 de noviembre de 1973 cedió mediante decreto Quo aptius a la arquidiócesis de Cosenza las comunas de Scigliano, Pedivigliano, Colosimi, Bianchi y Panettieri, que formaban parte de la diócesis de Martirano;[21]
- el 18 de noviembre de 1989 la parroquia de Castagna, donde se encuentran los restos de la abadía de Corazzo, incluida en el territorio comunal de Carlopoli desde 1869, pasó a la arquidiócesis de Catanzaro-Squillace; y el territorio de Montesoro, fracción de la comuna de Filadelfia, pasó a la diócesis de Mileto-Nicotera-Tropea mediante el decreto Ad uberius.[22]

En 1968 el obispo Renato Luisi decidió renunciar para realizar actividad misionera en Brasil. Su sucesor, Ferdinando Palatucci, reorganizó el archivo y reforzó la biblioteca diocesana. Finalmente, el obispo Vincenzo Rimedio (1982-2004) fue responsable de la fundación del museo diocesano de arte sacro.
El 30 de septiembre de 1986, con el decreto Cum procedere de la Congregación para los Obispos, la diócesis asumió su actual nombre italiano, manteniendo, por respeto a su historia, el nombre latino Neocastrensis.

## Estadísticas
Según el Anuario Pontificio 2022 la diócesis tenía a fines de 2021 un total de 130 000 fieles bautizados.
| Año                                                                             | Población            | Población | Población      | Sacerdotes | Sacerdotes    | Sacerdotes    | Bautizados por sacerdote | Diáconos permanentes | Religiosos | Religiosos | Parroquias |
| Año                                                                             | Bautizados católicos | Total     | % de católicos | Total      | Clero secular | Clero regular | Bautizados por sacerdote | Diáconos permanentes | Varones    | Mujeres    | Parroquias |
| ------------------------------------------------------------------------------- | -------------------- | --------- | -------------- | ---------- | ------------- | ------------- | ------------------------ | -------------------- | ---------- | ---------- | ---------- |
| 1950                                                                            | 117 500              | 117 500   | 100.0          | 73         | 62            | 11            | 1609                     |                      | 8          | 60         | 56         |
| 1970                                                                            | 148 000              | 148 500   | 99.7           | 94         | 68            | 26            | 1574                     |                      | 34         | 125        | 69         |
| 1980                                                                            | 135 400              | 136 600   | 99.1           | 82         | 56            | 26            | 1651                     |                      | 31         | 102        | 60         |
| 1990                                                                            | 129 840              | 130 596   | 99.4           | 76         | 52            | 24            | 1708                     | 3                    | 27         | 118        | 56         |
| 1999                                                                            | 136 000              | 138 000   | 98.6           | 61         | 53            | 8             | 2229                     | 10                   | 32         | 112        | 58         |
| 2000                                                                            | 139 000              | 139 600   | 99.6           | 64         | 54            | 10            | 2171                     | 19                   | 10         | 100        | 58         |
| 2001                                                                            | 139 200              | 139 700   | 99.6           | 67         | 57            | 10            | 2077                     | 19                   | 10         | 100        | 58         |
| 2002                                                                            | 139 300              | 139 750   | 99.7           | 70         | 60            | 10            | 1990                     | 21                   | 10         | 100        | 60         |
| 2003                                                                            | 139 500              | 140 000   | 99.6           | 67         | 59            | 8             | 2082                     | 22                   | 8          | 100        | 59         |
| 2004                                                                            | 139 400              | 140 000   | 99.6           | 69         | 61            | 8             | 2020                     | 22                   | 8          | 100        | 60         |
| 2013                                                                            | 140 000              | 142 000   | 98.6           | 90         | 70            | 20            | 1555                     | 19                   | 23         | 139        | 62         |
| 2016                                                                            | 130 000              | 134 355   | 96.8           | 100        | 71            | 29            | 1300                     | 16                   | 32         | 116        | 63         |
| 2019                                                                            | 129 000              | 134 246   | 96.1           | 95         | 66            | 29            | 1357                     | 18                   | 33         | 106        | 63         |
| 2021                                                                            | 130 000              | 135 000   | 96.3           | 106        | 77            | 29            | 1226                     | 18                   | 34         | 106        | 63         |
| Fuente: Catholic-Hierarchy, que a su vez toma los datos del Anuario Pontificio. |                      |           |                |            |               |               |                          |                      |            |            |            |

## Episcopologio
- Andrea † (siglo XI)[25]
- Riccardo † (siglo XI)[25]
- Enrico † (documentado de 1094 a 1123)[25]
- Ugo † (mencionado en 1124)
- Guido † (documentado de febrero de 1168 a marzo de 1179)[26][nota 2]
- Boemondo † (documentado en octubre de 1194)[26][nota 3]
- Anónimo † (documentado en 1198 y 1199)[26]
- Ruggero † (documentado en 1202)[26][nota 4]
- Anónimo † (documentado en 1215 y 1219)[26]
- Taddeo † (documentado en 1222)[26][nota 5]
- Urso † (antes de octubre de 1239-después de mayo de 1240)[26][nota 6]
- Gualtiero di Cosenza † (24 de septiembre de 1241-después de 1248)[26][nota 7]
- Samuele, O.F.M. † (17 de noviembre de 1252-después de febrero de 1255)[26][nota 8]
- Bernardo † (documentado de marzo de 1256 a abril de 1258)[26]
- Leonardo † (15 de octubre de 1266-después de septiembre de 1272 falleció)[26][nota 9]
- Roberto † (antes de 1274/1275-antes de marzo de 1279 depuesto)[26]
- Tancredi di Montefuscolo, O.F.M. † (15 de mayo de 1279-20 de noviembre de 1290 depuesto)[nota 10]
- Nicola, O.S.B. † (6 de noviembre de 1299-1320 falleció)
- Pietro di Scalea, O.F.M. † (21 de junio de 1320-1323 falleció)
- Ambrogio † (7 de marzo de 1323-1333 falleció)
- Giovanni de Prestoa, O.F.M. † (30 de julio de 1333-?)
- Nicolò † (mencionado en 1344)
  - Jacopo † (circa 1380-1390 nombrado antiobispo de Regio) (antiobispo)
- Manfredi † (circa 1380-?)
- Angelo † (20 de abril de 1387-?)
- Giuliano, O.F.M. † (28 de enero de 1388-?)
  - Carluccio Cicala † (28 de junio de 1390-?) (antiobispo)
- Giacomo Castelli, O.F.M.Conv. † (2 de abril de 1390-1394 falleció)
- Roberto Mazza † (4 de mayo de 1394-1398 depuesto)
- Giacomo † (1398-?)
- Gentile Maccafani † (13 de enero de 1399-26 de enero de 1418 nombrado obispo de Sessa Aurunca)
- Paolo † (1418-1431 falleció)
- Giovanni de Paganis † (28 de mayo de 1431-1451 falleció)
- Roberto, O.F.M. † (8 de octubre de 1451-1473 falleció)
- Antonio, O.S.B. † (26 de noviembre de 1473-1488 falleció)
- Pietro Sonnino † (26 de enero de 1489-1490 falleció)
- Antonio Lucidi † (8 de febrero de 1490-1494 falleció)
- Bartolomeo de Luna † (29 de julio de 1495-26 de octubre de 1497 falleció)
- Francesco Roccamura † (27 de octubre de 1497-1504 falleció)
- Nicolò Capranica † (18 de diciembre de 1504-1517 falleció)
  - Franciotto Orsini † (18 de septiembre de 1517-5 de mayo de 1518 renunció) (administrador apostólico)
  - Andrea della Valle † (5 de mayo de 1518-17 de mayo de 1518 renunció) (administrador apostólico)
- Antonio De Paola † (17 de mayo de 1518-24 de julio de 1523 nombrado obispo de Catanzaro)
- Girolamo De Paola † (24 de julio de 1523-9 de mayo de 1530 nombrado obispo de Catanzaro)
  - Andrea della Valle † (10 de mayo de 1530-24 de mayo de 1530 renunció) (administrador apostólico, por segunda vez)
- Giovan Pietro Ricci † (24 de mayo de 1530-?)
  - Antonio Maria del Monte † (1530-1533) (administrador apostólico)
- Nicola Regitano † (3 de marzo de 1533-septiembre de 1533 falleció)
- Paolo Capizucchi † (7 de noviembre de 1533-6 de agosto de 1539 falleció)
- Marcello Cervini † (27 de agosto de 1539-24 de septiembre de 1540 nombrado obispo de Reggio Emilia, luego electo papa con el nombre de Marcelo II)
  - Giacomo Savelli † (5 de noviembre de 1540-19 de noviembre de 1554 renunció) (administrador apostólico)
  - Mariano Savelli † (19 de noviembre de 1554-6 de febrero de 1556 nombrado obispo de Gubbio) (obispo electo)
  - Giacomo Savelli † (6 de febrero de 1556-26 de enero de 1560 renunció) (administrador apostólico, por segunda vez)
- Giovanni Antonio Facchinetti † (26 de enero de 1560-23 de septiembre de 1575 renunció, luego electo papa con el nombre de Inocencio IX)
- Ferdinando Spinelli † (23 de septiembre de 1575-4 de diciembre de 1581 nombrado obispo de Policastro)
- Alessandro Ravadio † (26 de enero de 1582-1585 falleció)
- Clemente Bontodasio, O.F.M.Conv. † (23 de junio de 1586-1594 falleció)
- Pietro Francesco Montorio † (7 de febrero de 1594-1620 renunció)
- Ferdinando Confalone † (9 de abril de 1621-1624 falleció)
- Baldassarre Bolognetti, O.S.M. † (11 de marzo de 1624-septiembre de 1629 falleció)
- Alessandro Castracani † (8 de octubre de 1629-22 de junio de 1632 renunció)
- Giovan Battista Curiale (o Correale) † (5 de julio de 1632-1635 falleció)
- Domenico Ravenna † (12 de febrero de 1635-julio de 1637 falleció)
- Marco Antonio Mondosio † (7 de septiembre de 1637-agosto de 1638 falleció)
- Giovan Tommaso Perrone † (11 de abril de 1639-16 de noviembre de 1677 falleció)
  - Sede vacante (1677-1680)
- Francesco Tansi † (22 de enero de 1680-3 de mayo de 1692 falleció)
- Nicola Cirillo † (7 de julio de 1692-23 de enero de 1709 falleció)
  - Sede vacante (1709-1718)
- Giovanni Carafa, C.R. † (8 de junio de 1718-1719 nombrado obispo de Calvi)
- Domenico Angeletti † (10 de septiembre de 1719-21 de abril de 1731 falleció)
- Francesco Maria Loyero † (6 de agosto de 1731-24 de diciembre de 1736 falleció)
- Achille Puglia † (11 de febrero de 1737-5 de febrero de 1773 falleció)
- Francesco Paolo Mandarani † (10 de mayo de 1773-19 de mayo de 1796 falleció)
- Carlo Pellegrini † (29 de enero de 1798-12 de mayo de 1818 renunció)
- Gabriele Papa † (17 de diciembre de 1819-20 de diciembre de 1824 nombrado arzobispo de Sorrento)
- Nicola Berlingieri † (19 de diciembre de 1825-23 de febrero de 1854 falleció)
- Giacinto Maria Barberi, O.P. † (23 de junio de 1854-7 de marzo de 1891 falleció)
- Domenico Maria Valensise † (7 de marzo de 1891 por sucesión-2 de junio de 1902 renunció[nota 11])
- Giovanni Régine † (4 de octubre de 1902-6 de diciembre de 1915 nombrado arzobispo de Trani y Barletta)
- Eugenio Giambro † (22 de mayo de 1916-2 de febrero de 1955 renunció[nota 12])
- Vincenzo Maria Jacono † (2 de febrero de 1955 por sucesión-18 de enero de 1961 renunció[nota 13])
- Vittorio Moietta † (18 de enero de 1961-1 de abril de 1963 falleció)
- Renato Luisi † (30 de junio de 1963-1 de junio de 1968 renunció[nota 14])
- Ferdinando Palatucci † (12 de octubre de 1968-30 de enero de 1982 nombrado arzobispo de Amalfi y obispo de Cava de' Tirreni)
- Vincenzo Rimedio (4 de septiembre de 1982-24 de enero de 2004 retirado)
- Luigi Antonio Cantafora (24 de enero de 2004-3 de mayo de 2019 retirado)
- Giuseppe Schillaci (3 de mayo de 2019-23 de abril de 2022 nombrado obispo de Nicosia)
- Serafino Parisi, desde el 7 de mayo de 2022